# 艾因貝尼安 (艾因迪夫拉省)
36°21′13″N 2°23′56″E / 36.35361°N 2.39889°E
艾因貝尼安（阿拉伯语：‎），是阿爾及利亞的城鎮，位於該國北部艾因迪夫拉省，由哈馬姆里加區負責管轄，面積30平方公里，2008年人口5,488，人口密度每平方公里183人。